# 西旁遮普语
西旁遮普语是巴基斯坦旁遮普省、开伯尔-普什图省、自由克什米爾和印度查谟和克什米尔西部地區使用的一種印度-雅利安语支語言。 有人認為西旁遮普语與信德语以及旁遮普语之間形成了一个方言连续体。 